# Сурмятка
Сурмятка — река в России, протекает по Татарстану. Устье реки находится в 8 км по правому берегу реки Тиргауш. Длина реки составляет 11 км, площадь водосборного бассейна 27,9 км².

## Данные водного реестра
По данным государственного водного реестра России относится к Камскому бассейновому округу, водохозяйственный участок реки — Ик от истока и до устья, речной подбассейн реки — бассейны притоков Камы до впадения Белой. Речной бассейн реки — Кама.
Код объекта в государственном водном реестре — 10010101312111100029005.